# 주벤티나 나폴레앙
주벤티나 나폴레앙(포르투갈어: Juventina Napoleão, 1988년 12월 22일 ~ )는 동티모르의 여자 마라톤 선수이다.
2012년, 런던 올림픽에는 동티모르를 대신해서 마라톤에 참가한적이 있다. 그리고 118명중에 106등으로 마무리했다. 기록은 3시간 05분 07초였다.
도쿄 마라톤때는 시간 05분 15초로 마무리했었다.

## 올림픽 성적

### 2012년 하계 올림픽여자 마라톤 성적
|      | 선수              | 세부 종목 | 1차 예선 | 1차 예선 | 2차 예선 | 2차 예선 | 준결선 | 준결선 | 결선    | 결선      |
|      | 선수              | 세부 종목 | 기록     | 순위     | 기록     | 순위     | 기록   | 순위   | 기록    | 최종 순위 |
| 여자 | 주벤티나 나폴레앙 | 마라톤    |          |          |          |          |        |        | 3:05:07 | PB        |